# Magnus Sommelius
Magnus Sommelius, döpt 1 januari 1638 i Malexanders församling, Östergötland, död 2 maj 1701 i Skärkinds församling, Östergötland, var en svensk präst.

## Biografi
Magnus Sommelius döptes 1 januari 1638 i Malexanders församling. Han var son till bonden Nils på Somvik. Sommelius blev 25 september 1662 student vid Uppsala universitet och prästvigdes 18 november 1668 till huspredikant på Norsholms herrgård. Han blev 18 november 1669 kyrkoherde i Skärkinds församling. Sommelius avled 1701 i Skärkinds församling och begravdes 21 maj samma år.

### Familj
Sommelius gifte sig 2 februari 1670 med Catharina (Karin) Klingius (1652–1720). Hon var dotter till kyrkoherden Magnus Klingius och Anna Bjugg i Skärkinds församling. De fick tillsammans barnen studenten Magnus Sommelius (1673–1695) vid Uppsala universitet, Sigrid Sommelius (1674–1674), Nils Sommelius (1677–1699), Anna Sommelius (1678–1742) som var gift med sergeanten Johan Kinberg i Norrköping, Samuel Sommelius (1680–1681), Catharina Sommelius (1681–1698), komministern Daniel Sommelius i Kuddby församling, Sigrid Sommelius (1684–1684), rådmannen Johan Sommelius (1686–1731) i Malmö, Carl Sommelius (1687–1687) och borgmästaren Gustaf Sommelius (1688–1758) i Lund.